# 5e armée (États-Unis)
Pour les articles homonymes, voir 5e armée.
La 5e armée américaine (Fifth United States Army) est actuellement la composante terrestre du United States Northern Command (NORTHCOM) chargé des opérations militaires américaines dans la zone de responsabilité de ce commandement. Ainsi, elle est aussi actuellement connue comme United States Army North (USARNORTH).

## Historique

### Première Guerre mondiale
Organisée à partir de 12 juillet 1918 comme partie du A.E.F. l'unité a été engagée lors de la bataille de Saint-Mihiel puis de l'Offensive Meuse-Argonne.

### Seconde Guerre mondiale
Recrée lors de la Seconde Guerre mondiale début 1943, cette grande formation de l'armée de terre des États-Unis a participé à la campagne d'Italie en commençant par l'opération Avalanche avec à sa tête le général Mark Wayne Clark.
Un des incidents les plus controversés de l'histoire de la Cinquième Armée s'est produit lors de la Libération de Rome. La conception stratégique du Général Sir Harold Alexander, commandant les Armées Alliées en Italie, prévoit que les forces du VIe corps, sortant d'Anzio, capturent les forces allemandes en retraite, et soient neutralisées par les cinquième et huitième armées. Cependant, en violation des ordres, Clark détourne les unités du VIe Corps vers Rome, laissant un petit contingent pour bloquer les Allemands. Cela n'a pas été fait et les forces allemandes ont réussi à s'échapper et à rétablir une ligne cohérente au nord de Rome. Clark prétend qu'il y avait d'importantes menaces allemandes qui nécessitaient la diversion, mais beaucoup pensent qu'il recherchait avant tout la gloire en étant le premier à libérer Rome. Mark Wayne Clark pense quant à lui que cette machination était destinée à glorifier Alexander.

« Je connais des intérêts et des machinations pour que la 8e armée britannique s'empare de Rome... si seulement Alexander essaie de faire quelque chose de ce genre, il aura une autre bataille à mener : contre moi.... »

— Mark Wayne Clark dans son journal personnel du 5 mai 1944
Son quartier général est depuis 1971 situé au Fort Sam Houston au Texas.
À la suite de la création du Northern Command (NORTHCOM) en réponse au 11 Septembre, la 5e armée est devenue sa composante terrestre.